# 鼩鼱冠狀病毒T14
鼩鼱冠狀病毒T14（Sa-CoV T14、Shrew-CoV/Tibet2014）是甲型冠狀病毒屬的一種病毒，於2014年在中國西藏的尖鼠身上發現，屬Soracovirus亞屬，為該亞屬唯一的病毒。

## 分類
2013年至2016年，研究人員在中國各地採集鼠類、兔類與鼩鼱等小型哺乳動物的樣本，發現大量冠狀病毒毒株，其中有一甲型冠狀病毒毒株在西藏的尖鼠身上發現，即Shrew-CoV/Tibet2014，其基因組長27012nt。此毒株在演化樹上為甲型冠狀病毒演化支的基群。2020年，國際病毒分類委員會（ICTV）將此病毒株認定為一獨立物種，命名為鼩鼱冠狀病毒T14（Sorex araneus coronavirus T14，簡稱Sa-CoV T14），屬於Soracovirus亞屬，為該亞屬下唯一的病毒。